# The Tree of Knowledge (film 1912)
The Tree of Knowledge è un cortometraggio muto del 1912 diretto da George L. Cox che ne firma anche la sceneggiatura. Prodotto dalla Selig Polyscope Company, aveva come interpreti Walter Roberts, Winifred Greenwood, John Sherman.

## Trama
La famiglia Watkins è formata dal padre, un finanziere magnate delle ferrovie, dalla madre, amante della vita di società, e dal figlio, un giovanotto vissuto nel lusso ma senza alcuna guida. Il figlio, testardo e ribelle, entra in contrasto con il padre, ribellandosi e andandosene da casa. Abituato a una vita facile, il ragazzo ben presto cade in miseria, mentre i suoi genitori sono pentiti e infelici a causa del loro figlio perduto.

Watkins padre, dopo aver letto di un grande scienziato che dedica la vita ai poveri, decide di seguirne l'esempio. Travestito da comune operaio, si mescola alla povera gente, ai relitti. Incontra così anche suo figlio che, ormai disperato, pensa di farla finita. L'incontro tra i due li porta a riconciliarsi e il giovane, passato per quella dura prova, decide di diventare un uomo.

## Produzione
Il film fu prodotto dalla Selig Polyscope Company.

## Distribuzione
Distribuito dalla General Film Company, il film - un cortometraggio di una bobina - uscì nelle sale cinematografiche statunitensi il 27 maggio 1912. Il 22 agosto di quello stesso anno, fu distribuito in sala anche nel Regno Unito.